# Matsui Jurina
Matsui Jurina (松井珠理奈 (Tùng Tỉnh Châu Lý Nại) Matsui Jurina, sinh ngày 8 tháng 3 năm 1997) là một nữ ca sĩ, diễn viên, nhân vật truyền hình & YouTuber người Nhật Bản, cô là cựu thành viên nhóm nhạc nữ thần tượng Nhật Bản SKE48 kiêm cựu thành viên kiêm nhiệm Team K AKB48 (2012–2015) và được biết đến như là Át chủ bài của nhóm. Cô góp mặt trong top 10 của nhiều cuộc tổng tuyển cử hàng năm của AKB48 và đã chiến thắng tổng tuyển cử năm 2018.
Jurina ra mắt năm 11 tuổi, là một trong những thành viên thế hệ đầu tiên của SKE48 và được giao cho vị trí center cho đĩa đơn "Ōgoe Diamond" của AKB48, biến cô trở thành thành viên đầu tiên thuộc nhóm nhạc chị em của AKB48 tham gia và làm center trong đội hình chính cho đĩa đơn của nhóm. Cô tốt nghiệp SKE48 năm 2021 với đĩa đơn cuối cùng "Koiochi Flag".
Là nghệ sĩ solo, Matsui đóng nhiều vai phụ và có vai chính đầu tiên trong bộ phim truyền hình kinh dị Death Cash (2016). Cô đã phát hành album solo đầu tiên tự viết của mình Privacy vào ngày 5 tháng 10 năm 2019. Sau khi tốt nghiệp, Matsui hoạt động tích cực như một nhân vật truyền hình và thỉnh thoảng tham gia các sự kiện thể thao, đặc biệt là đấu vật chuyên nghiệp. Hiện Jurina được quản lý bởi Irving.

## Tiểu sử
Jurina Matsui sinh ngày 8 tháng 3 năm 1997, tại Kasugai, tỉnh Aichi, là con duy nhất của Matsui Yumiko, một bác sĩ thẩm mỹ. Matsui thích ca hát từ khi còn học mẫu giáo, sau đó bắt đầu thích khiêu vũ khi cô bắt đầu theo học trường dạy nhảy hip-hop vào khoảng năm lớp 3 của trường tiểu học. Nghĩ rằng ca hát và nhảy múa là những gì thần tượng làm, Matsui bắt đầu đặt mục tiêu trở thành một thần tượng.

## Sự nghiệp âm nhạc

### 2008–2012: Ra mắt với "Ōgoe Diamond" và SKE48
Vào năm 2008, Matsui Jurina tham gia thử giọng cho SKE48 và đã cùng với 22 thí sinh khác được chọn cho team S và ra mắt vào ngày 5/10 tại nhà hát. Cũng vào năm đó, cô tham gia thu âm đĩa đơn "Ōgoe Diamind" của AKB48 và được chọn làm center cũng như góp mặt trong ảnh bìa ca khúc. Đây là lần đầu tiên một đĩa đơn của AKB48 có sự góp mặt của một thành viên trong nhóm chị em. Cô đã tham gia vào rất nhiều đĩa đơn của cả 2 nhóm.
Vao năm 2009, cô được chọn làm center 1 lần nữa cho đĩa đơn thứ 11 "10nen Sakura" của AKB48 cùng với Maeda Atsuko. Kể từ đó, Matsui tiếp tục tham gia vào đội hình chính trong các đĩa đơn của AKB48 cho đến năm 2018, ngoại trừ các đĩa đơn mà đội hình được quyết định bởi các giải đấu oẳn tù tì. Vào tháng 8, Matsui đảm nhận vai trò nhảy chính cho đĩa đơn đầu tay "Tsuyoki Mono yo" của SKE48 sau đó tiếp tục giữ vị trí đó cho đến "Mae Nomeri" vào năm 2015.
Năm 2011, Matsui đóng vai chính trong video âm nhạc cho đĩa đơn thứ 20 "Sakura no Ki ni Narō" của AKB48.

### 2012–2017: Hoạt động cùng AKB48
Đầu năm 2012, sau vụ lùm xùm khiến thành viên Hirajima Natsumi và Yonezawa Rumi rời AKB48, Jurina được thêm vào nhóm với tư cách là thành viên kiêm nhiệm tạm thời. Sau đó, cô có buổi biểu diễn đầu tiên tại Nhà hát AKB48 vào ngày 1/6. Vào ngày 18/9, Matsui được công bố là một trong những center biểu diễn cho đĩa đơn thứ 28 "Uza" của AKB48 cùng với Oshima Yuko, và biểu diễn bài hát lần đầu tại giải đấu oẳn tù tì của nhóm.
Tại giải đấu oẳn tù tì tiếp theo vào năm 2013, cô trở thành người chiến thắng sau khi đánh bại 83 thành viên, giúp cô giành được vị trí center cho đĩa đơn thứ 34 "Kimi no Hohoemi wo Yume ni Miru". Vào năm 2015, bài hát solo đầu tiên của Matsui "Akai Pinhiiru to Professor" được phát hành trong cho album phòng thu thứ 6 Koko ga Rhodes da, Koko de Tobe ! của AKB48
Trong buổi phát sóng AKB48 All Night Nippon vào ngày 21/10/2015, Matsui thông báo sẽ chấm dứt vị trí kiêm nhiệm của mình tại AKB48 Team K sau 3 năm để hoạt động cho SKE48. Sau đó, cô đã có buổi biểu diễn cuối cùng tại Nhà hát vào ngày 24/12.
Năm 2017, Matsui phát hành bài hát tự viết đầu tiên "Hana Uranai" và nằm trong album phòng thu thứ 2 Kakumei no Oka của SKE48. Matsui nói rằng bài hát bao gồm cảm xúc của cô đối với các thành viên thế hệ đầu tiên. Vào tháng 5, Matsui với Miyawaki Sakura góp mặt trong đĩa đơn "Negaigoto no Mochigusare" của AKB48

### 2018–2019: Tạm dừng hoạt động và album solo
Vào tháng 5/2018, Jurina là 1 trong 2 thành viên SKE48 tham gia chương trình thực tế sống còn Produce 48. Ngày 16 tháng 6, lúc thông báo kết quả tổng tuyển cử của AKB48 ở Nagoya Dome, Jurina đã ngất xỉu trên sân khấu và phải được mang vào bên trong để nghỉ ngơi trước khi quay lại. Vào cuối đêm đó, cô đứng hạng 1 với 194.453 phiếu bầu và sẽ đảm nhiệm vị trí center trong đĩa đơn thứ 53 của AKB48. Vào ngày 7/7, quản lý SKE48 Hiroshi Yuasa thông báo cô sẽ đóng băng mọi hoạt động cho đến khi ổn định sức khỏe. Mnet cũng thông báo cô sẽ rời khỏi chương trình Produce 48 nơi cô đứng thứ 13 trong kết quả bình chọn tập 5 với 329.455 phiếu bầu. Việc cô chiến thắng và đóng băng hoạt động đã khiến cô trở thành 1 trong 3 thần tượng được tìm kiếm nhiều nhất trong nửa đầu năm 2018 theo Yahoo! Japan.
Cô trở lại vào ngày 6/9 và bất ngờ xuất hiện tại nhà hát SKE48 để thông báo sự trở lại của mình. Do việc tạm dừng hoạt động, cô đã không thể tham gia quá trình ghi âm và quay MV cho single Sentimental Train của mình. Sự xuất hiện của cô được thay thế tạm thời bằng storyboard và ảnh CG trong phiên bản chưa hoàn chỉnh của MV. Vào ngày 15/11, phiên bản hoàn chỉnh của MV và bài hát được phát hành và những ai mua CD có thể xem nó qua mã số seri trên đĩa.
Vào ngày 5/10/2019, cũng là kỷ niệm 11 năm ra mắt, cô phát hành album solo đầu tay Privacy dưới trướng Showroom Records. Một đĩa đơn phát hành trước đó "KMT Dance" đã được phân phối vào ngày 28/8. Tất cả 9 bài hát trong album đều do Matsui viết lời và Inoue Yoshimasa sáng tác. Việc phát hành album được đề xuất bởi nhà sản xuất Yasushi Akimoto sau khi chứng kiến lời bài hát và giọng hát của Matsui đã thu hút người hâm mộ thông qua các buổi trực tiếp của cô trên Showroom

### 2020 – nay: Tốt nghiệp SKE48
Vào ngày 7/2/2020, cô tuyên bố tốt nghiệp SKE48. Buổi hòa nhạc tốt nghiệp dự kiến được tổ chức tại Nippon Gaishi Hall vào ngày 26-27/9 và buổi biểu diễn chia tay vào ngày 5/10 tại nhà hát SKE48, nhưng sau đó đã bị hoãn lại do đại dịch COVID-19 ở Nhật Bản
Để kỷ niệm lễ tốt nghiệp sắp tới, SKE48 và Chukyo TV đã phát động một triển lãm ảo trả phí "Jurina's Share Room" với hơn 100 nội dung lấy từ 12 năm sự nghiệp của cô. Trang web đặc biệt đã được mở trong một thời gian giới hạn trong khoảng 3 / được chia thành 3 mùa bắt đầu từ ngày 9 / 1/2021
Đĩa đơn cuối cùng của Matsui cho SKE48 "Koiochi Flag" được phát hành vào ngày 3 tháng 2/2021. 68 thành viên SKE48 đã tham gia vào quá trình thu âm bài hát và video âm nhạc. Ngoài ra, Matsui cũng ra mắt nhóm nhỏ Black Pearl từ các thành viên mà cô "cảm thấy họ sẽ là tương lai của SKE48". Cô ấy tham gia vào mọi quá trình, bao gồm sáng tác, vũ đạo và trình diễn. Matsui cũng đã viết lời cho bài hát tốt nghiệp "Memories (Itsu no Hi Ka Aeru Made)" (Memories ～いつの日か会えるまで～). Đĩa đơn đã giành được vị trí đầu tiên trên Oricon Singles Weekly Chart, đánh dấu chiến thắng thứ 23 của SKE48 trên bảng xếp hạng, đưa nhóm trở thành nghệ sĩ nữ thứ 5 có nhiều lần đạt vị trí số 1 trong lịch sử sau AKB48, Hamasaki Ayumi , Matsuda Seiko và Nogizaka46.
Vào ngày 11/4/2021, buổi hòa nhạc tốt nghiệp của Matsui được tổ chức tại Nippon Gaishi Hall chia thành 2 buổi diễn ngày và tối, với số lượng khán giả chưa đến 50% sức chứa. Matsui đã tham gia lên kế hoạch cho buổi hòa nhạc. Chương trình ban ngày có sự góp mặt của các đô vật Pro Wrestling Noah, Naomichi Marufuji, Kaito Kiyomiya, Yo-Hey và Yoshiki Inamura, cũng như trình diễn một số bài hát ban đầu do các thành viên chính từ AKB48 hát. Buổi diễn tối có sự góp mặt của các thành viên thế hệ đầu tiên tại SKE48. Matsui cũng đã nhận được các video chúc mừng từ các cựu thành viên AKB48 và SKE48, một số thành viên AKB48 Group bên ngoài Nhật Bản và Kenny Omega. Vào cuối buổi diễn, cô và tất cả các thành viên SKE48 đã hát "Orange Bus" (オ レ ン ジ の バ ス), một bài hát tự viết chưa được phát hành và chưa được ghi âm của cô. Bài sau đó phát hành ngày 19/5
Matsui có buổi biểu diễn cuối cùng với tư cách là thành viên SKE48 vào ngày 29/4 tại Nhà hát SKE48, kết thúc sự nghiệp thần tượng 13 năm. Tuy nhiên, Matsui chỉ xuất hiện 48 phút trong chương trình sau một loạt màn trình diễn solo của các thành viên đàn em, cô nói muốn họ tích lũy kinh nghiệm. Vào cuối chương trình, Matsui bày tỏ ý định hoạt động như một nữ diễn viên và nhân vật truyền hình trong tương lai.

## Sự nghiệp diễn xuất
Matsui có lần đầu tiên tham gia diễn xuất khi đóng vai chính trong bộ phim Waya! Uchuu Ichi no Osekkai Daisakusen năm 2011. Cô và thành viên khác của SKE48 là Yagami Kumi đã được giao vai trong phim sau khi đạo diễn Yo Kohatsu tổ chức buổi thử giọng cho 57 thành viên SKE48 tại nhà hát của họ. Vào thời điểm quay phim, Matsui mới 13 tuổi, mặc dù nhân vật cô đóng trong phim đã 18 tuổi.
Năm 2012, cô đóng vai chính trong tập 3 của miniseries truyền hình Blackboard: Jidai to Tatakatta Kyōshitachi. Cô đóng vai Hirokawa Minami, một học sinh danh dự được truyền cảm hứng từ Masaki có tính cách nổi loạn do Kamiki Ryunosuke thủ vai.
Vào tháng 1/2014, Matsui đóng vai thư ký mới cho nhân vật của Sato Koichi trong buổi phát sóng đặc biệt của bộ phim truyền hình Kagi no Kakatta Heya. Vào tháng 9, Matsui đóng vai phụ trong vai một maiko bán thời gian trong bộ phim hài ca nhạc đoạt Giải Viện Hàn lâm Nhật Bản Lady Maiko của đạo diễn Suo Masayuki .
Năm 2015, Matsui đóng vai chính trong bộ phim Furiko, một live-action chuyển thể từ phim hoạt hình ngắn cùng tên của diễn viên hài Tekken. Phim được chiếu tại Liên hoan phim quốc tế Okinawa lần thứ 6. Matsui đóng vai Hasegawa Koharu, con gái nhân vật chính, và miêu tả cuộc sống của cô từ thời trung học cho đến tuổi 20.
Vào tháng 4/2016, Matsui đóng phiên bản thời trẻ của Miki Nakatani trong It’s Not That I Can’t Marry, But I Don't Want To. Vào tháng 7, Matsui đảm nhận vai chính đầu tiên không thuộc nhóm AKB48 trong bộ phim kinh dị Death Cash trên đài TBS. Đĩa đơn thứ 20 của SKE48 "Kin no Ai, Gin no Ai" là bài hát chủ đề. Vào ngày 2 tháng 10, Matsui thông báo sẽ chuyển công ty quản lý từ AKS sang Irving để nâng cao các hoạt động trong thế giới giải trí, bao gồm diễn xuất.
Vào năm 2019, Matsui đánh dấu sự trở lại trên màn ảnh khi đóng vai khách mời trong bộ phim trinh thám Emergency Interrogation Room của TV Asahi cùng với Amami Yūki. Cô đóng vai Tachibana Hinako, nhà tân vô địch shogi bị tình nghi giết người. Vào ngày 18 tháng 4, Matsui đã xuất hiện lần đầu trong vở kịch sân khấu khi đóng vai Hamlet trong phiên bản SKE48 của Hamlet. Do Maruo Maruichirō viết kịch bản và đạo diễn, vở kịch là đỉnh cao của những thử thách diễn xuất mà các thành viên SKE48 nhận được từ các chuyên gia trong chương trình truyền hình tạp kỹ SKEBINGO!. Năm 2020, Matsui tái hiện vai diễn của cô trong Kagi no Kakatta Heya Special Edition 3 để tái phát sóng đặc biệt với các cảnh bổ sung.
Trước khi tốt nghiệp SKE48 vào năm 2021, Matsui đã đóng vai chính trong nhiều bộ phim truyền hình liên quan đến AKB48, bao gồm các vai chính trong Majisuka Gakuen 2 (2011), Cabasuka Gakuen (2016) và Tōfu Pro Wrestling (2017).

## Hoạt động khác

### Đại sứ
Với tư cách là nghệ sĩ solo, Matsui đã tham gia trong các quảng cáo truyền hình cho ứng dụng tìm kiếm việc làm bán thời gian Baitoru cùng với mẹ cô vào năm 2015. Năm 2017, Matsui được bổ nhiệm làm đại sứ chính thức của triển lãm Star Wars tại Nagoya Castle được tổ chức từ ngày 16 tháng 2 đến tháng 4. 9. Cùng với đồng nghiệp kiêm diễn viên Hashimoto Manami , Matsui quảng bá sản phẩm cho trò chơi sòng bạc trực tuyến Mystino và công ty bất động sản Aoyama Mainland.

#### Thể thao
Sau khi đóng vai đô vật chuyên nghiệp trong bộ phim Tōfu Pro Wrestling của AKB48 Group, Matsui được bổ nhiệm làm đại sứ đặc biệt của New Japan Pro-Wrestling Wrestle Kingdom 12 tại Tokyo Dome vào năm 2017. Năm 2018, Matsui được trao Giải đặc biệt của Tokyo Sports Pro-Wrestling Awards vì đã chia sẻ những điều kỳ diệu của đấu vật chuyên nghiệp với những người hâm mộ thần tượng và niềm đam mê của cô với môn này thông qua vai trò của cô và các tài khoản mạng xã hội. Matsui sau đó bắt đầu tham gia vào các sự kiện thể thao khác. Vào tháng 9 năm 2019, Matsui được bổ nhiệm làm người ủng hộ chính thức cho ONE Championship: Century được tổ chức tại Tokyo. Vào tháng 11, Matsui được bổ nhiệm làm đại sứ hỗ trợ đội bóng rổ chuyên nghiệp B.League, San-en NeoPhoenix. Cô nói đã quan tâm đến đội sau khi xem trận đấu của họ vào tháng 4. Vào tháng 10 năm 2020, Matsui tham dự buổi lễ khai mạc Trường đua ngựa Saga với tư cách là một trong những giám khảo đặc biệt trong việc đặt tên cho sự kiện. Matsui đôi lúc đóng vai trò là người dẫn dắt khách mời trong các giải thể thao khác nhau bao gồm Pro Wrestling Noah và WWE.

### Radio
Ngày 6 tháng 4 năm 2019, chương trình radio đầu tiên của cô mang tên "Koe no Koibito Matsui Jurina desu supported by Simeji" bắt đầu lên sóng trên CBC Radio. Chương trình phát sóng vào 19:30 JST vào mỗi thứ 7.

### Youtube
Vào tháng 10 năm 2020, Matsui ra mắt kênh YouTube chính thức của mình. Trong buổi phát trực tiếp đầu tiên vào ngày 1 tháng 11, Matsui đã chọn "Jurina House" làm tên cho kênh trong số khoảng 80 đề xuất nhận được từ người hâm mộ Nhật Bản và nước ngoài.

## Kết quả tổng tuyển cử AKB48
| Lần tổ chức | Năm  | Thứ hạng | Số phiếu bầu | Vị trí         | Single                    |
| ----------- | ---- | -------- | ------------ | -------------- | ------------------------- |
| 1           | 2009 | 19       | 1,371        | Senbatsu       | "Iiwake Maybe"            |
| 2           | 2010 | 10       | 12,168       | Media Senbatsu | "Heavy Rotation"          |
| 3           | 2011 | 14       | 12,168       | Senbatsu       | "Flying Get"              |
| 4           | 2012 | 9        | 45,747       | Senbatsu       | "Gingham Check"           |
| 5           | 2013 | 6        | 77,170       | Senbatsu       | "Koi Suru Fortune Cookie" |
| 6           | 2014 | 4        | 90,910       | Senbatsu       | "Kokoro no Placard"       |
| 7           | 2015 | 5        | 105,289      | Senbatsu       | "Halloween Night"         |
| 8           | 2016 | 3        | 112,341      | Senbatsu       | Densetsu no Sakana        |
| 9           | 2017 | 3        | 113,615      | Senbatsu       | Tomadotte Tameratte       |
| 10          | 2018 | 1        | 194,453      | Center         | Sentimental Train         |

## Danh sách đĩa nhạc

### Đĩa đơn cùng SKE48
| Năm  | Số | Tên                    | Vai trò        | Bài hát tham gia/nhóm nhỏ | Chú thích |
| ---- | -- | ---------------------- | -------------- | --- | --------- |
| 2009 | 1  | Tsuyoki Mono yo        | A-side, Center | |           |
| 2010 | 2  | Aozora Kataomoi        | A-side, Center | |           |
| 2010 | 3  | Gomen ne, SUMMER       | A-side, Center | |           |
| 2010 | 4  | 1! 2! 3! 4! Yoroshiku! | A-side, Center | - "TWO ROSES" - Kinect - "Cosmos no Kioku" - Shirogumi                                                                          |           |
| 2011 | 5  | Banzai Venus           | A-side, Center | - "Sotsugyoushiki no Wasuremono" - Shirogumi                                                                                    |           |
| 2011 | 6  | Pareo wa Emerald       | A-side, Center | - "Tokimeki no Ashiato" - Shirogumi - "Hanabi wa Owaranai" - Selection 8 - "Tsumiki no Jikan"                                   |           |
| 2011 | 7  | Oki Doki               | A-side, Center | - "Bazooka Hō Hassha!" - Shirogumi - "Utaōyo, Bokutachi no Kōka" - Selection 8 - "Hatsukoi no Fumikiri"                         |           |
| 2012 | 8  | Kataomoi Finally       | A-side, Center | - "Hanikami Lollipop" - Shirogumi - "Kamoki no Tsuki" - Selection 8 - "Kyō made no Koto, Korekara no koto"                      |           |
| 2012 | 9  | Aishite-love-ru!       | A-side, Center | |           |
| 2012 | 10 | Kiss Datte Hidarikiki  | A-side, Center | - "Kamigami no Ryouiki" - 1st Generation                                                                                        |           |
| 2013 | 11 | Choco no Dorei         | A-side, Center | - "Darkness" - Seven Dancers |           |
| 2013 | 12 | Utsukushii Inazuma     | A-side, Center | - "Jyuri-Jyuri Baby" - Team S                                                                                                   |           |
| 2013 | 13 | Sansei Kawaii!         | A-side, Center | - "Michi wa Naze Tsuzuku no ka" - Aichi Toyota Senbatsu - "Zutto Zutto Saki no Kyou" - Selection 18                             |           |
| 2014 | 14 | Mirai to wa?           | A-side, Center | - "GALAXY of DREAMS" - GALAXY of DREAMS - Neko no Shippo ga Pin to Tatteru you ni" - Team S                                     |           |
| 2014 | 15 | Bukiyō Taiyō           | A-side, Center | - "Houkago Race" - Team S - "Tomodachi no Mama de" - Selection 10                                                               |           |
| 2015 | 16 | 12 Gatsu no Kangaroo   | A-side         | - "Kesenai Honō" - Team S - "I love AICHI" - Aichi Toyota Senbatsu                                                              |           |
| 2015 | 17 | Coquettish Jūtai Chū   | A-side, Center | - "DIRTY" - Team S - "Boku wa Shitteiru" - Team S                                                                               |           |
| 2015 | 18 | Maenomeri              | A-side         | - "Sutekina Zaiakukan" - Team S                                                                                                 |           |
| 2016 | 19 | Chicken LINE           | A-side, Center | - "Kanojo ga Iru" - Team S - "Tabi no Tochū" - Sae Miyazawa and Friends - "Bōenkyō no Nai Tenmondai" - Passion For You Senbatsu |           |
| 2016 | 20 | Kin no Ai, Gin no Ai   | A-side, Center | - "Happy rankings" - Ranking Girls 2016 - "Konya wa Shake it!" - Love Crescendo                                                 |           |
| 2017 | 21 | Igai ni Mango          | A-side         | - "Party ni wa Ikitakunai" - Team S - "Kiseki no Ryuuseigun" - Passion For You Senbatsu                                         |           |
| 2017 | 22 | Muishiki no Iro        | A-side         | - "Hanshateki Through" - Love Cresendo - "Yoake no Coyote" - Sagami Chain Senbatsu - "We're Growing Up" - Aichi Toyota Senbatsu |           |

#### Đĩa đơn của nhóm nhỏ
| Tên nhóm nhỏ   | Tên                       | Ngày phát hành       | Bài hát tham gia                                                                    |
| -------------- | ------------------------- | -------------------- | ----------------------------------------------------------------------------------- |
| Love Crescendo | Koppu no Naka no Komorebi | 25 tháng 11 năm 2015 | - "Koppu no Naka no Komorebi" - "Otanoshimi wa ashita kara" - Aichi Toyota Senbatsu |

### Đĩa đơn cùng AKB48
| Năm  | Số | Tên                               | Vai trò        | Bài hát tham gia/nhóm nhỏ | Chú thích |
| ---- | -- | --------------------------------- | -------------- | --- | --------- |
| 2008 | 10 | Ōgoe Diamond                      | A-side, Center | - "109 (Marukyuu)" - Senbatsu - "Ōgoe Diamond" - SKE48                                                                                       |           |
| 2009 | 11 | 10nen Sakura                      | A-side, Center | - "Sakurairo no Sora no Shita de" |           |
| 2009 | 12 | Namida Surprise!                  | A-side         | |           |
| 2009 | 13 | Iiwake Maybe                      | A-side         | |           |
| 2009 | 14 | RIVER                             | A-side         | |           |
| 2010 | 15 | Sakura no Shiori                  | A-side         | - "Majisuka Rock'n'Roll" - Majisuka Gakuen cast                                                                                              |           |
| 2010 | 16 | Ponytail to Shushu                | A-side         | - "Majijo Teppen Blues" - Majisuka Gakuen cast                                                                                               |           |
| 2010 | 17 | Heavy Rotation                    | A-side         | - "Yasai Sisters" - Yasai Sisters |           |
| 2010 | 18 | Beginner                          | A-side         | |           |
| 2011 | 20 | Sakura no Ki ni Narō              | A-side         | |           |
| 2011 | 21 | Everyday, Katyusha                | A-side         | - "Yankee Soul" - Majisuka Gakuen 2 cast |           |
| 2011 | 22 | Flying Get                        | A-side         | - "Seishun to Kizukanai Mama" - "Yasai Uranai" - Yasai Sisters                                                                               |           |
| 2011 | 23 | Kaze wa Fuiteiru                  | A-side         | |           |
| 2011 | 24 | Ue kara Mariko                    | B-side         | - "Noel no Yoru" |           |
| 2012 | 25 | GIVE ME FIVE!                     | A-side         | - "New Ship" - Special Girls A |           |
| 2012 | 26 | Manatsu no Sounds Good!           | A-side         | |           |
| 2012 | 27 | Gingham Check                     | A-side         | - "Yume no Kawa" - Selection 10 (Atsuko Maeda's graduation song)                                                                             |           |
| 2012 | 28 | UZA                               | A-side, Center | - "Scrap & Build" - Team K |           |
| 2012 | 29 | Eien Pressure                     | B-side         | - "Tsuyogari Tokei" - SKE48 Senbatsu - "Watashitachi no Reason"                                                                              |           |
| 2013 | 30 | So Long!                          | A-side         | - "Yuuhi Marie" - Team K |           |
| 2013 | 31 | Sayonara Crawl                    | A-side         | - "How Come" - Team K |           |
| 2013 | 32 | Koi Suru Fortune Cookie           | A-side         | - "Saigo no Door" (Itano Tomomi's graduation song) - "Namida no Sei Janai" (Mariko Shinoda's graduation song)                                |           |
| 2013 | 33 | Heart Electric                    | A-side         | - "Sasameyuki Regret" - Team K |           |
| 2013 | 34 | Suzukake Nanchara                 | A-side, Center | - "Escape" - SKE48 Senbatsu |           |
| 2014 | 35 | Mae Shika Mukanee                 | A-side         | |           |
| 2014 | 36 | Labrador Retriever                | A-side         | - "Itoshiki Rival" - Team K - "Kyou Made no Melody" (Yuko Oshima's graduation song)                                                          |           |
| 2014 | 37 | Kokoro no Placard                 | A-side         | |           |
| 2014 | 38 | Kibouteki Refrain                 | A-side         | - "Hajimete no Drive" - Team K |           |
| 2015 | 39 | Green Flash                       | A-side         | - "Hakimono to Kasa no Monogatari" - "Sekai ga Naiteru nara" - SKE48 Senbatsu                                                                |           |
| 2015 | 40 | Bokutachi wa Tatakawanai          | A-side         | - "Kimi ni Dai-ni Shō" (Rina Kawaei's graduation song)                                                                                       |           |
| 2015 | 41 | Halloween Night                   | A-side         | - "Ippome Ondo" - "Yankee Machine Gun" - Majisuka Gakuen 5 cast - "Gunzō" - Majisuka Gakuen 5 cast                                           |           |
| 2015 | 42 | Kuchibiru ni Be My Baby           | A-side         | - "356 Nichi no Kamihikōki" - Asa ga Kita Senbatsu - "Oneesan no Hitorigoto" - Team K - "Senaka Kotoba" (Minami Takahashi's graduation song) |           |
| 2016 | 43 | Kimi wa Melody                    | A-side         | - "Gonna Jump" - SKE48 Senbatsu - "Mazariau Mono" - Nogizaka AKB                                                                             |           |
| 2016 | 44 | Tsubasa wa Iranai                 | A-side         | |           |
| 2016 | 45 | LOVE TRIP / Shiawase wo Wakenasai | A-side         | - "Hikari to Kage no Hibi" - "Black Flower"- Crow's Blood cast                                                                               |           |
| 2016 | 46 | High Tension                      | A-side         | |           |
| 2017 | 47 | Shoot Sign                        | A-side         | - "Vacancy" - SKE48 Senbatsu - "Dare no Koto wo Ichiban Aishiteru?" - Sakamichi AKB                                                          |           |
| 2017 | 48 | Negaigoto no Mochigusare          | A-side, Center | - "Tenmetsu Pheromone" |           |
| 2017 | 49 | #SukiNanda                        | A-side         | - "Give Up wa Shinai" - Tofu Pro Wrestling                                                                                                   |           |
| 2017 | 50 | 11gatsu no Anklet                 | A-side         | - "Yaban na Kyuuai" - Dance Senbatsu |           |
| 2018 | 51 | Jabaja                            | A-side         | - "Ai no Moake" - SKE48 - "Kokkyo no Nai Jidai" - Sakamichi AKB                                                                              |           |
| 2018 | 52 | Teacher Teacher                   | A-side         | |           |

#### Đĩa đơn của nhóm nhỏ
| Tên nhóm nhỏ                 | Tên                     | Ngày phát hành | Bài hát tham gia                                         | Chú thích |
| ---------------------------- | ----------------------- | -------------- | -------------------------------------------------------- | --------- |
| AKBIdoling!!!                | Chuu Shiyouze!          |                | - "Chuu Shiyouze!" - "Moteki no Uta" - AKB48             |           |
| NyaaKB with Tsuchinoko Panda | Idol wa Uunyanya no Ken |                | - "Idol wa Uunyanya no Ken" - "Fukochu no Saiwai Shoujo" |           |

#### Bài hát khác
| Tên                     | Ngày phát hành       | Chú thích |
| ----------------------- | -------------------- | --------- |
| Sugar Rush              | 30 tháng 10 năm 2012 |           |
| Tenohira ga Kataru Koto | 8 tháng 3 năm 2013   |           |

### Album cùng SKE48
| Tên                          | Bài hát tham gia/nhóm nhỏ | Chú thích |
| ---------------------------- | --- | --------- |
| Kono Hi no Chime o Wasurenai | - "Hula Hoop de GO! GO! GO!" - Team S - "Sunenagara, Ame…" - Selection 8 - "Beginner" - Team S                                           |           |
| Kakumei no Oka               | - "Natsu yo, Isoge!" - Senbatsu - "Rifle Girl" - Love Crescendo - "Zero Base" - "Horizon" - Aichi Toyota Senbatsu - "Hana Uranai" (Solo) |           |

### Album cùng AKB48
| Tên                                        | Bài hát tham gia/nhóm nhỏ                                                                                  | Chú thích |
| ------------------------------------------ | --- | --------- |
| Koko ni Ita Koto                           | - "Wagamama Collection" - "Koko ni Ita Koto"                                                               |           |
| 1830m                                      | - "Iede no Yoru" - Team K - "Itsuka Mita Umi no Soko" - Up-and-coming Girls - "Aozora yo Sabishikunai Ka?" |           |
| Tsugi no Ashiato                           | - "After Rain" - "Watashi Leaf" - "Ponkotsu Blues" - Majisuka Gakuen 3 cast - "Kyōhansha" - Team K         |           |
| Koko ga Rhodes da, Koko de Tobe!           | - "Ai no Sonzai" - "Conveyor" - Team K - "Akai Pin Heel to Professor" (Solo)                               |           |
| 0 to 1 no Aida                             | - "Toy Poodle to Kimi no Monogatari" - "Ai no Shisha" - Team K                                             |           |
| Thumbnail                                  | - "Baguette"                                                                                               |           |
| Bokutachi wa, Ano Hi no Yoake wo Shitteiru | - "Kutsuhimo no Musubikata" - "Mystery Line"                                                               |           |

### Album solo
| Tên     | Chi tiết |
| ------- | --- |
| Privacy | - Ngày phát hành: 5 tháng 10, 2019 - Hãng đĩa: Showroom Records - Định dạng: CD, tải về, streaming - Viết lời: Matsui Jurina - Soạn nhạc: Inoue Yoshimasa Track listing 1. "Sofa to Cushion" (ソファーとクッション) 2. "monochrome" 3. "Your Hand" (あなたの手) 4. "I Love You" (愛してる) 5. "KMT Dance" (KMTダンス) 6. "Stay with me" 7. "YOLO" 8. "Kiss from Chu" (チューよりkiss) 9. "Promises That Day" (あの日交わした約束) |

## Danh sách phim & chương trình truyền hình

### Phim
| Năm  | Phim                                   | Vai diễn        | Đạo diển          |
| ---- | -------------------------------------- | --------------- | ----------------- |
| 2011 | Waya! Uchuu Ichi no Osekkai Daisakusen | Sanae           | Yo Kohatsu        |
| 2014 | Lady Maiko                             | Fukuna          | Masayuki Suo      |
| 2015 | Furiko                                 | Koharu Hasegawa | Norihino Takenaga |

### Phim truyền hình
| Năm  | Phim                                                                  | Kênh     | Vai diễn                         | Chú thích          |
| ---- | --------------------------------------------------------------------- | -------- | -------------------------------- | ------------------ |
| 2010 | Majisuka Gakuen                                                       | TV Tokyo | Center                           | Tập 2 & 6          |
| 2011 | Majisuka Gakuen 2 (マジすか学園2)                                     | TV Tokyo | Center                           | Vai chính          |
| 2011 | Mousō Deka!                                                           | Tōkai TV | Thám tử Mousō                    | Vai chính          |
| 2012 | Blackboard: Jidai to Tatakatta Kyōshitachi                            | TBS      | Manami Hirokawa                  | Tập : "Yume"       |
| 2012 | Majisuka Gakuen 3 (マジすか学園3)                                     | TV Tokyo | Nobunaga                         | Tập 6-12           |
| 2012 | Gakkō no Kaidan                                                       | BeeTV    | Người kể chuyện                  |                    |
| 2013 | So Long!                                                              | NTV      | Tsubasa Kurabayashi              | Tập 2              |
| 2014 | Kagi no Kakatta Heya Special                                          | Fuji TV  | Kiryū Haruka                     |                    |
| 2015 | Majisuka Gakuen 4 (マジすか学園4)                                     | NTV      | Center                           | Tập 9              |
| 2015 | Majisuka Gakuen 5 (マジすか学園5)                                     | NTV      | Center                           | 7 tập              |
| 2016 | AKB Horror Night: Adrenaline Night (AKBホラーナイト アドレナリンの夜) | TV Asahi | Reina                            | Tập phim: Tunnel   |
| 2016 | AKB Love Night: Love Factory (AKBラブナイト 恋工場)                   | TV Asahi | Takane                           | Tập phim: Love Ban |
| 2016 | Crow's Blood                                                          | Hulu     | Matsumura Shinobu                |                    |
| 2016 | It's Not That I Can't Marry, But I Don't Want To                      | TBS      | Miyabi Tachibana thời trẻ        | 10 tập             |
| 2016 | Death Cash                                                            | TBS      | Yuka Minami                      | Vai chính          |
| 2016 | Cabasuka Gakuen (キャバすか学園)                                      | NTV      | Center (Kurage)                  |                    |
| 2017 | Tōfu Pro Wrestling                                                    | TV Asahi | Matsui Jurina / Hollywood Jurina |                    |
| 2019 | Emergency Interrogation Room Season 3                                 | TV Asahi | Tachibana Hinako                 |                    |
| 2020 | Kagi no Kakatta Heya Special Edition 3                                | Fuji TV  | Kiryū Haruka                     |                    |

### Chương trình truyền hình
| Năm  | Tên                                                                                         | Vai trò          | Kênh           | Chú thích                        |
| ---- | ------------------------------------------------------------------------------------------- | ---------------- | -------------- | -------------------------------- |
| 2016 | Genroku Nau: Owari Hanshi 8882-nichi no Tweet                                               | Người dẫn chuyện | NHK General TV | Phim tài liệu lịch sử            |
| 2018 | Produce 48                                                                                  | Thí sinh         | Mnet           | Tập 1-5                          |
| 2021 | 13-nenkan Otsukaresama Deshita!! SKE48 Matsui Jurina:Zettaiteki Ace ga Sugao ni Modoru Toki | Bản thân         | CS TV Asahi    | Chương trình tốt nghiệp đặc biệt |
| 2021 | Tokumitsu x Jurina no Sport Jiman Dekiru Hanashi                                            | MC               | BS NTV         |                                  |

## Nhạc kịch
| Năm  | Tên                 | Vai diễn | Ngày         | Địa điểm                       |
| ---- | ------------------- | -------- | ------------ | ------------------------------ |
| 2019 | Hamlet (SKE48 ver.) | Hamlet   | 18-21/4/2019 | Shinagawa Prince Hotel Club eX |

## Sách ảnh
- Jurina: Jurina Matsui First Photo Book (松井珠理奈ファースト写真集 「Jurina」) (2015)

## Giải thưởng
- Tokyo Sports Pro-Wrestling Awards: Special Award (2017)[72]
- Yahoo! Japan: "Yahoo! Search Awards" Idol Category (giữa 2018)[91]